# OVVO
OVVO is een honk- en softbalvereniging uit de Nederlandse hoofdstad Amsterdam. De naam is een afkorting voor Op Volharding Volgt Overwinning.

## Geschiedenis
OVVO is een van de oudste honkbalverenigingen in Nederland. Oorspronkelijk was de vereniging een onderdeel van de op 17 oktober 1915 opgerichte gelijknamige voetbalvereniging (die in 1994 is gefuseerd met "Animo '86" tot ASC Xanthos, dat in 2002 werd ontbonden). Op 1 januari 1935 werd de afdeling honkbal een zelfstandige club.
De vereniging telde vele beroemde spelers als Henk Boeren, Wim Crouwel, Flip Le Cuivre, Henny Jenken, Sidney de Jong, Bob Pels, Henny Regeling, Martin Stroker, Nico Tromp, Charles Urbanus sr. en Han Urbanus die allemaal ook voor het Nederlands honkbalteam uitkwamen. Een van de spelers van voor de oorlog, Hartog Hamburger had de trieste distinctie de enige Europese honkballer te zijn die om het leven kwam door een wedstrijd. Op 9 oktober 1924 werd hij door een hard geslagen linedrive geraakt en raakte de volgende dag thuis in coma en overleed.

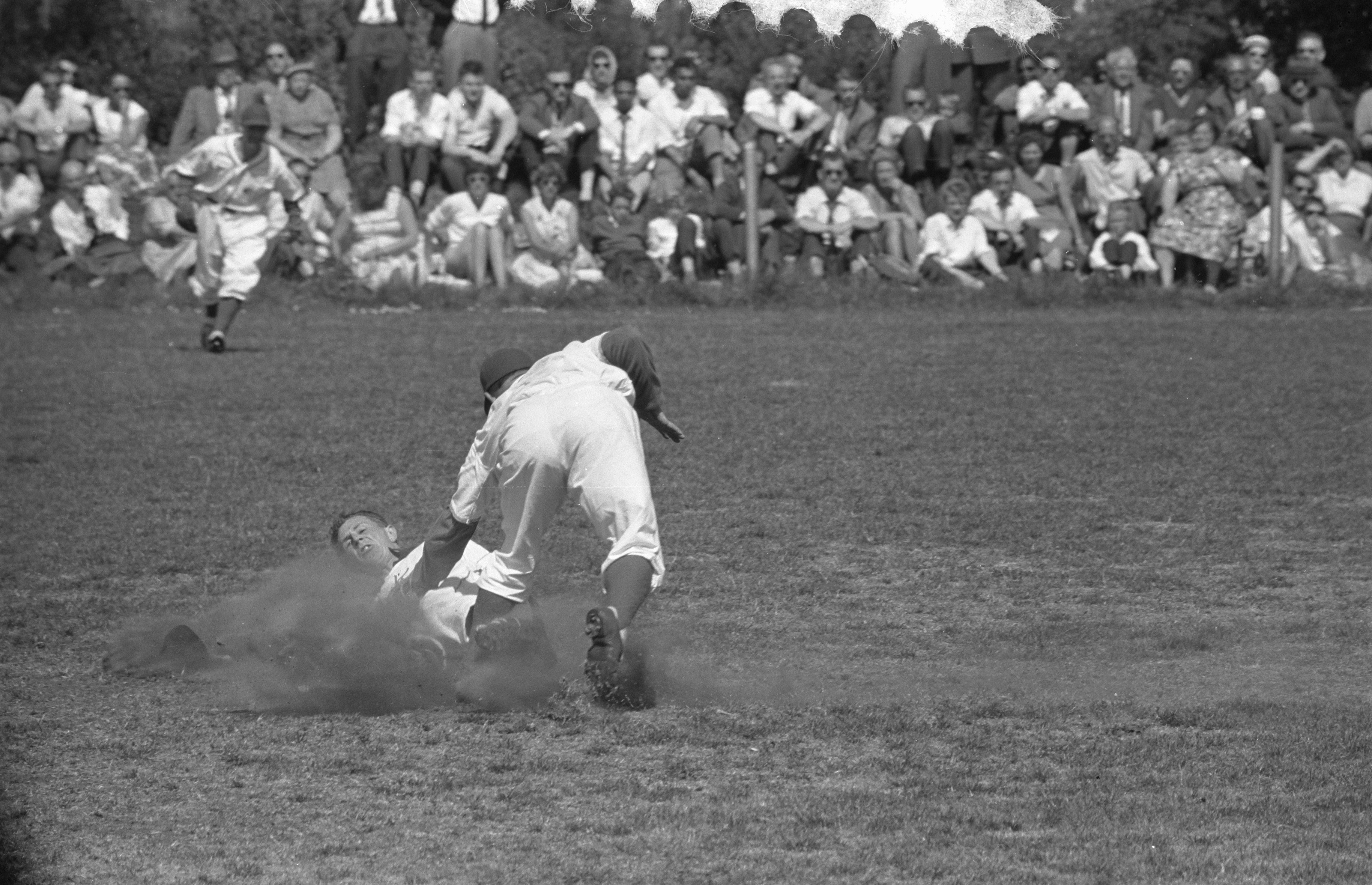
OVVO tegen EHS, Rozekranz (OVVO) wordt uitgetikt op het tweede honk (14 juni 1959).

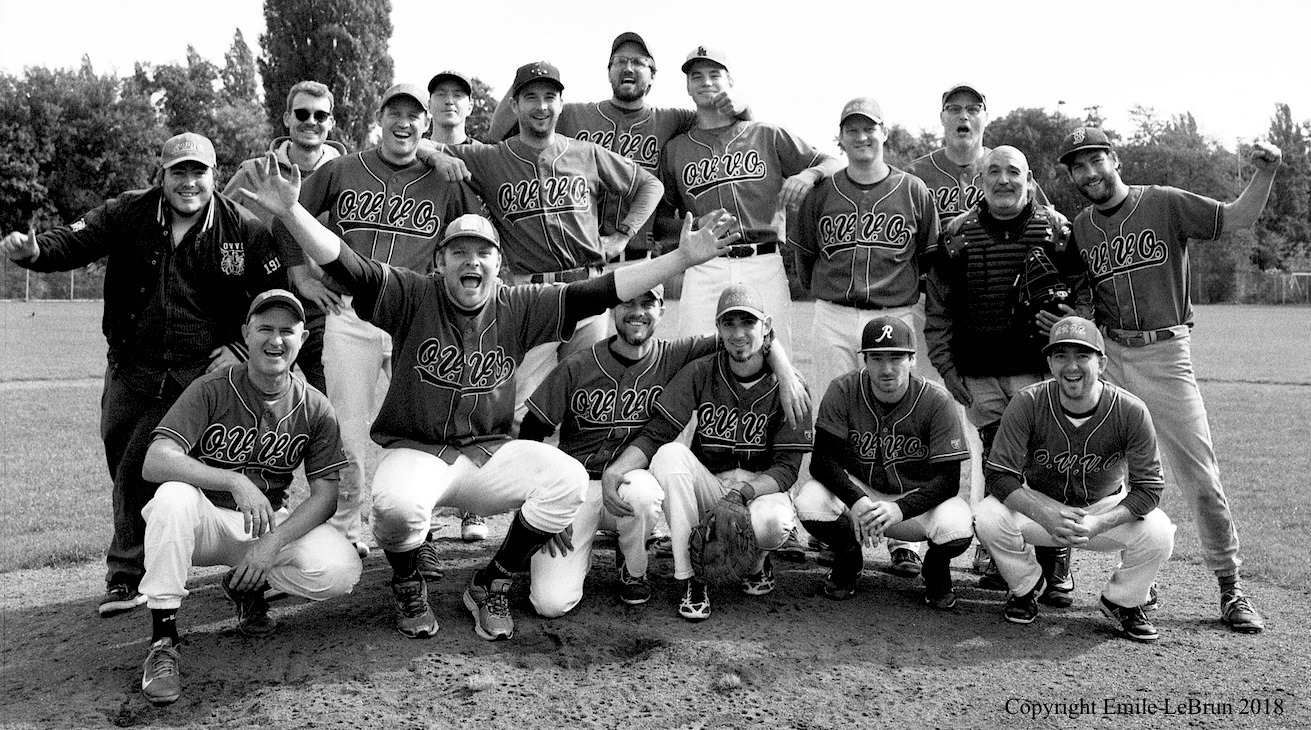
OVVO Heren 4, September 2018

## Honkbal
Van 1947 tot en met 1977 speelde het eerste team 31 seizoenen onafgebroken in de Eerste- (tot 1957) en Hoofdklasse (vanaf 1958) op het hoogste niveau en de succesjaren waren vooral eind jaren veertig, begin de jaren vijftig van de twintigste eeuw toen het eerste honkbalteam zesmaal de landstitel behaalde. Het eerste team van OVVO stapte na het seizoen 1976 nagenoeg compleet over naar het nieuw gevormde Amstel Tijgers. Dit team mocht in 1977 startten in de Eerste klasse waarna het meteen promoveerde naar de Hoofdklasse, terwijl OVVO dat seizoen degradeerde uit de hoofdklasse. In 1985 keerde het eerste team voor één seizoen terug op dit niveau.
Tegenwoordig (seizoen 2018) speelt het eerste team in de eerste klasse (na promotie in 2016) van de KNBSB, het tweede- en derde teams spelen respectievelijk in de derde en vierde klassen.

## Softbal
De vereniging heeft drie herensoftbalteams en drie damessoftbalteams. Het eerste damesteam speelt in de tweede klasse van de KNBSB. Het eerste herenteam komt uit in de tweede klasse.

## Jeugd
De vereniging heeft een drietal softbaljeugteams in alle categorieën en vier honkbaljeugdteams. In de beeball- en pupillenteams spelen zowel jongens als meisjes.

## Accommodatie
De vereniging beschikt over twee honkbal- en een softbalveld en een clubhuis. Er wordt gespeeld op Sportpark 'Middenmeer', aan de Radioweg 65 te Amsterdam.